# Michel Perron (acteur)
Pour les articles homonymes, voir Perron et Michel Perron.
Michel Perron est un acteur canadien, né à Richmond (Canada).

## Filmographie
- 1986 : The Boy in Blue : Hanlan Man #2
- 1990 : Frontière du crime (Double Identity) (TV) : Swinton's Friend
- 1992 : Lignes de vie : David Melrose
- 1992 : Scanners III: Puissance maximum (Scanners III: The Takeover) : Darius
- 1992 : Snake Eater III: His Law : Burly man
- 1993 : Les Aventuriers d'Eden River (Flight from Justice) (TV) : Cook
- 1994 : The Return of Tommy Tricker : Mailman Jack
- 1996 : L'Homme perché : Pompier
- 1996 : Coyote Run : Arnold
- 1997 : Le Meilleur du pire (The Best Bad Thing) (TV) : Saunders
- 1997 : L'Appel de la forêt (téléfilm) de Peter Svatek : The Savvy Prospector #2
- 1997 : Strip Search : Arthur
- 1997 : État d'urgence (The Peacekeeper) : Space Command
- 1997 : L'Éducation de Little Tree (The Education of Little Tree) : Headmaster
- 1998 : Une combinaison gagnante : Cookie
- 1998 : Les Dessous du crime (Dead End) : Store Owner
- 1998 : Nico la licorne (Nico the Unicorn) : Joe
- 1998 : La Captive (TV) : Police Detective #1
- 1998 : La Captive (Captive) : Jarvik
- 1998 : Le Dernier Templier (The Minion) : Giannelli
- 1998 : Les Chroniques de San Francisco II ("More Tales of the City") (feuilleton TV) : Bruno Koski
- 1998 : Sauvetage à Wildcat Canyon (Escape from Wildcat Canyon) : Von Whiteside
- 1999 : Time at the Top : Bodoni
- 1999 : Babel : Bus Passenger
- 1999 : Chantage sans issue (36 Hours to Die) (TV) : Arthur Davidson
- 1999 : Bonanno: A Godfather's Story (TV) : Steve Maggadino
- 1999 : Voyeur (Eye of the Beholder) : Fat Businessman
- 1999 : P.T. Barnum (TV) : R.W. Lindsay
- 1999 : La Légende de Sleepy Hollow (The Legend of Sleepy Hollow) (TV) : Mr. Van Ripper
- 2000 : Artificial Lies : Doctor
- 2000 : Rats and Rabbits
- 2000 : En toute complicité (Where the Money Is) : Guard
- 2000 : Battlefield Earth (Battlefield Earth: A Saga of the Year 3000) : Rock
- 2000 : Island of the Dead : Captain Chanon
- 2000 : Éternelle vengeance (Revenge) : Officer Meyers
- 2000 : Y a-t-il un flic pour sauver l'humanité ? (2001: A Space Travesty) : Famous Tenor #1
- 2000 : La Liste (The List) : Frank Dekker
- 2001 : Le Signe des 4 (The Sign of Four) (TV) : Inspector Jones
- 2001 : Les Parfaits (série TV) : Bouddha
- 2001 : The Warden (TV) : Gate Guard
- 2001 : Snow in August (TV) : Priest
- 2001 : One Eyed King : Fat Freddy
- 2002 : Jeu sans issue (One Way Out) (vidéo) : Carl
- 2002 : Le Vampire de Whitechapel (The Case of the Whitechapel Vampire) (TV) : Inspector Attley Jones
- 2003 : Lost Junction (en) de Peter Masterson : Shorty
- 2003 : Wanted (Crime Spree) : Vinny
- 2003 : Mambo italiano : Père Carmignani
- 2003 : Gothika : Joe
- 2003 : Robinson Crusoé (TV) : Capitaine Santa Lucia
- 2004 : Il Duce canadese (feuilleton TV) : Mayor Camilien Houde
- 2004 : Bad Apple (TV) : Weeboken Cop
- 2005 : La Clef des secrets (Forbidden Secrets) (TV) : officier de police
- 2008 : Les Guêpes mutantes (Black Swarm) (TV) : Maire Blatz
- 2009 : Assassin's Creed: Lineage (courts métrages) : Uberto Alberti
- 2009 : La Peur en mémoire (TV) : Ned Larfield
- 2010 : Piché, entre ciel et terre : Le Boss de la prison
- 2010 : L'Appât : Carboni
- 2013 : Les Pêcheurs (TV) : Employé du dépanneur
- 2014 : Qu'est-ce qu'on fait ici ? de Julie Hivon : l'agent Ménard

### Jeux vidéo
- 2009 : Assassin's Creed II : Uberto Alberti (voix)